# 作戦機動グループ
作戦機動グループもしくは作戦機動群（英語：operational manoeuvre group、略称：OMG）は、ソビエト連邦軍の第二次世界大戦中に東部戦線において縦深攻撃を実行した騎兵機動グループ（CMG）を代替するために1950年代初期に作成された機動戦についての構想。

## 概要
1930年代、ドイツ国防軍とソビエト連邦赤軍の理論家たちの間で協力して開発された縦深作戦理論は、後の電撃戦や基本的梯団のドクトリンに影響を与えた。
ソビエト連邦軍のドクトリンにおいて、OMGはヨーロッパのNATOの潜在的脅威がある正面戦線に突破口を開設することにあった。このソビエト連邦軍ドクトリンにおいてOMGは主力軍に先立って、砲兵の支援を得た自動車化狙撃師団を強行突破させ、ヘリコプターおよび近接航空支援機（CAS）を用いた複合的連携によってNATO正面戦線の破壊を企図した。
戦線級においてOMGは2個戦車師団と3個から5個の自動車化狙撃師団を編成に含んでいた。
OMGの脅威に対抗するために、NATOは多数の特殊作戦部隊を配備し、後方支援業務を妨害すべく兵站拠点（特定の燃料を）を襲撃して、第二次世界大戦中のドイツ軍指揮官のごとく訓練されたNATO部隊による逆襲をもってOMGの侵攻を遅滞させる事を目指した。　